# Eckhard Dagge
Eckhard Dagge est un boxeur allemand né le 27 février 1948 à Probsteierhagen et mort le 4 avril 2006 à Hambourg.

## Carrière
Passé professionnel en 1973, il devient champion d'Europe EBU des super-welters en 1975 puis champion du monde WBC de la catégorie le 18 juin 1976 après sa victoire par arrêt de l'arbitre au 10e round contre Elisha Obed. Dagge conserve son titre face à Emile Griffith et Maurice Hope avant d'être à son tour battu par Rocky Mattioli le 6 août 1977. Il met un terme à sa carrière en 1981 sur un bilan de 26 victoires, 5 défaites et 1 match nul.

## Référence
1. ↑  (en) Elisha Obed vs. Eckhard Dagge (boxrec.com)